# Хосе Марија Родригез, Ехидо Незавалкојотл (Мексикали)
Хосе Марија Родригез, Ехидо Незавалкојотл (шп. José María Rodríguez, Ejido Netzahualcóyotl) насеље је у Мексику у савезној држави Доња Калифорнија у општини Мексикали. Насеље се налази на надморској висини од 20 м.

## Становништво
Према подацима из 2005. године у насељу су живела 4 становника.

### Хронологија
| Година       | 2000 | 2005 |
| ------------ | ---- | ---- |
| Становништво | 10   | 4    |

### Попис
| # | Индикатор                        | Вредност |
| - | -------------------------------- | -------- |
| 1 | Укупно појединачних домаћинстава | 1        |